# Calommata signata
Espèce
Synonymes
- Calommata pumila Haku, 1938

Calommata signata est une espèce d'araignées mygalomorphes de la famille des Atypidae.

## Distribution
Cette espèce est endémique au Japon, en Corée du Sud et en Chine au Shaanxi, au Shanxi et au Hebei,.

## Publication originale
- Karsch, 1879 : Baustoffe zu einer Spinnenfauna von Japan. Verhandlungen des naturhistorischen Vereins der preussichen Rheinlande und Westfalens, vol. 36, p. 57-105.